# Жан-П'єр Уден

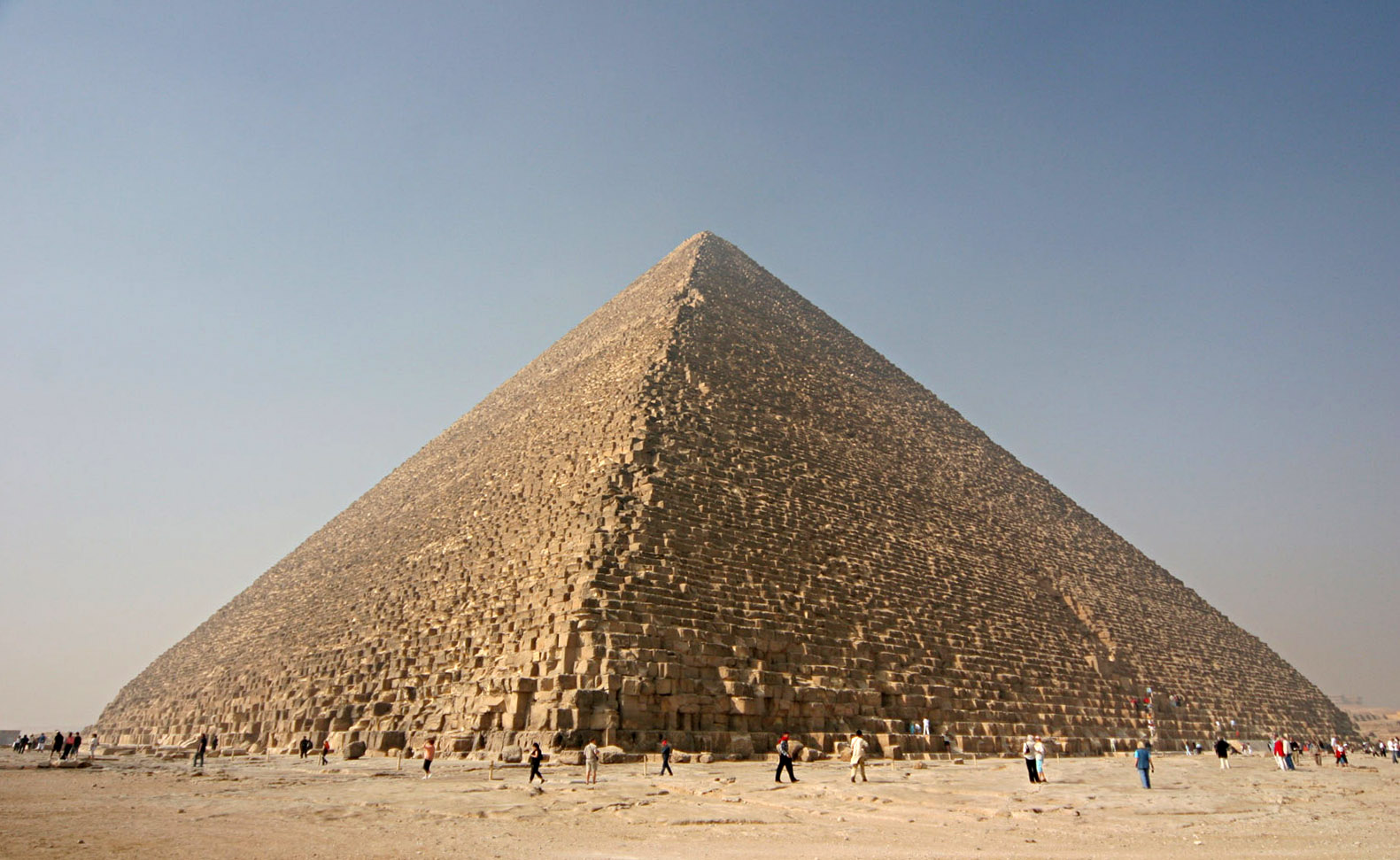
Піраміда Хеопса

Жан-П'єр Уде́н (фр. Jean-Pierre Houdin, [ʒan pjɛʁ udɛ̃]; нар. 26 червня 1951, Париж, Франція) — французький архітектор, що став відомим завдяки свої́й теорії будівництва єгипетських пірамід за допомогою внутрішньої рампи.

## Біографія
Жан-П'єр Уден виріс у сім'ї директора будівельної компанії Анрі Гудена та лікарки Рене Мезана. Від 1950 року сім'я проживала в Абіджані, Кот-д'Івуар, де Жан-П'єр закінчив бакалаврат. Коли Кот-д'Івуар у 1962 році став незалежним, вся сім'я повернулася до Парижу і Жан-П'єр вступив до Школи образотворчого мистецтва, щоб вивчати архітектуру. Одержавши диплом у 1976 році, він став незалежним архітектором і працював на цій посаді протягом двадцяти років, проектуючи велику кількість житлових та офісних будівель у Парижі та навколо нього.
На рубежі 80-х і 90-х років він разом з дружиною та своїм другом, відкрив авангардну картинну галерею та салон «Зіпсовані діти» (Les Enfants Gâtés), який протягом десяти років підтримав десятки молодих художників і став центром для мистецтва в Парижі.
Восени 1996 року Жан-П'єр з дружиною після продажу своєї кафе-галереї поїхали до Нью-Йорка, де він відкрив для себе нові захоплення: обчислювальну техніку та Інтернет. Вони подорожували, відвідували найкрасивіші природні та архітектурні об'єкти США: греблю Гувера в Колорадо, Сан-Франциско тощо. Після вичерпання своїх заощаджень вони повернулися до Парижу.

## Техніка побудови єгипетських пірамід
У 1999 році батько Гуде́на — Анрі́ (Henri), який був інженером-будівельником на пенсії, запропонував ідею, що піраміда Хеопса була побудована зсередини. Сторона квадрату в основі піраміди — 220 метрів, висота піраміди — 146 метрів. Тобто, гранітні блоки вагою 2,5 тонни на дерев'яних са́нях єгиптяни тягнули мотузками по спіралеподібній рампі, побудованій всередині піраміди. У 2003 році він створив Асоціацію з будівництва Великої піраміди (Association of the Construction of the Great Pyramid) для пропагування свого проекту.

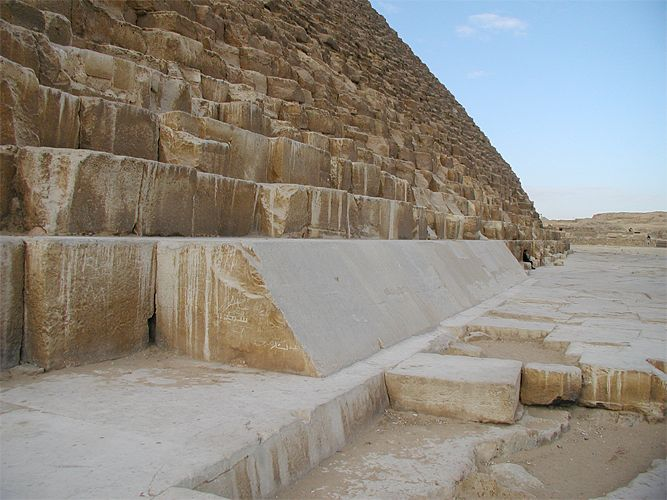
Оригінальні кам'яні блоки облицювання біля основи піраміди Хеопса

У 2000 році Жан-П'єр Уден (за допомогою Боба Браєра (Robert (Bob) Brier [ˈbraɪ.ər]) запропонував інноваційну теорію, засновану на вимірюваннях мікрогравітації, зроблених Електроенергетичною компанією Франції , яка виявила зміну густини матеріалу в піраміді у формі спіралі з прямими кутами.

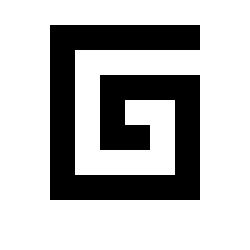
Спіраль Жана-П'єра Удена

Перші сорок метрів піраміди будувалися за допомогою зовнішньої рампи. Вищі метри будови піраміди вимагали б надто крутого схилу рампи і занадто великого об'єму матеріалу для її побудови. Саме тому Жан-П'єр Уден висунув теорію, засновану на побудові внутрішнього пандуса у формі прямокутної спіралі довжиною близько 1,6 км. На кожному з поворотів пандуса був відкритий простір, який давав можливість повернути кам'яний блок на 90 градусів.
У 2011 році Жан-П'єр Уден вивчивши відомості, надані американським єгиптологом Бобом Браєром, за допомогою 3D-моделювання «побачив» дві таємні кімнати, про існування яких ніхто до того нічого не знав. Він припускає, що в них зберігаються меблі, які покійний фараон Хеопс, повинен був використовувати у загробному житті. 